# Bósnios
Os bósnios (Bosanci, em sérvio, croata e bósnio - no singular, Bosanac; no sérvio cirílico, Босанци no plural e Босанац no singular) são as pessoas que vivem ou vieram da Bósnia e Herzegovina.
Na definição moderna, bósnio é todo aquele que tem a cidadania do país. Neles se incluem majoritariamente os bosníacos (como chamam-se os bósnios muçulmanos), além de sérvios e croatas da região. Mas também minorias pequenas, como algum eslovenos, montenegrinos, albaneses, ciganos e judeus da Bósnia.